# Jeroen Dubbeldam
Jeroen Dubbeldam (Zwolle, 15 de abril de 1973) es un jinete neerlandés que compite en la modalidad de salto ecuestre.
Participó en dos Juegos Olímpicos de Verano, obteniendo una medalla de oro en Sídney 2000, en la prueba individual, y el séptimo lugar en Río de Janeiro 2016 (individual y por equipos).
Ganó tres medallas de oro en el Campeonato Mundial de Saltos Ecuestres, en los años 2006 y 2014, y seis medallas en el Campeonato Europeo de Saltos Ecuestres entre los años 1999 y 2015.

## Carrera deportiva
En los Juegos Olímpicos de Sídney 2000, montando al caballo De Sjiem, ganó la medalla de oro en la prueba individual, por delante de su compañero de equipo Albert Voorn y del saudí Jaled Al-Eid, y quedó en quinta posición en la prueba por equipos.
En los Juegos Ecuestres Mundiales logró tres medallas de oro, una en 2006, en la prueba por equipos, y dos en 2014, en las pruebas individual y por equipos.
En el Campeonato Europeo de Saltos Ecuestres se proclamó tres veces campeón, en los años 2007 (por equipos) y 2015 (individual y por equipos), y obtuvo seis medallas en total.
Se clasificó para los Juegos Olímpicos de Río de Janeiro 2016, en los que fue el abanderado de su país en la ceremonia de apertura. Sin embargo, no obtuvo una buena actuación, terminando séptimo en la clasificación, tanto individual como por equipos.

## Palmarés internacional
| Juegos Olímpicos   | Juegos Olímpicos        | Juegos Olímpicos  | Juegos Olímpicos |
| Año                | Lugar                   | Medalla           | Categoría        |
| ------------------ | ----------------------- | ----------------- | ---------------- |
| 2000               | Sídney (Australia)      | Medalla de oro    | Individual       |
| Campeonato Mundial |                         |                   |                  |
| Año                | Lugar                   | Medalla           | Categoría        |
| 2006               | Aquisgrán (Alemania)    | Medalla de oro    | Por equipos      |
| 2014               | Caen (Francia)          | Medalla de oro    | Individual       |
| 2014               | Caen (Francia)          | Medalla de oro    | Por equipos      |
| Campeonato Europeo |                         |                   |                  |
| Año                | Lugar                   | Medalla           | Categoría        |
| 1999               | Hickstead (Reino Unido) | Medalla de bronce | Por equipos      |
| 2005               | San Patrignano (Italia) | Medalla de bronce | Individual       |
| 2005               | San Patrignano (Italia) | Medalla de bronce | Por equipos      |
| 2007               | Mannheim (Alemania)     | Medalla de oro    | Por equipos      |
| 2015               | Aquisgrán (Alemania)    | Medalla de oro    | Individual       |
| 2015               | Aquisgrán (Alemania)    | Medalla de oro    | Por equipos      |